# بلوماژیته
بلوماژیته (به بلغاری: Belomajite) یک منطقهٔ مسکونی در بلغارستان است که در شهرستان گابروو واقع شده‌است.